# Єне Бенда
Єне Бенда (угор. marczinfalvai Benda Jenő, 18 лютого 1882, Хуст  — 24 листопада 1944, концтабір Дахау) — угорський письменник, журналіст.

## Діяльність
Єне Бенда народився 18 лютого 1882 р. в реформатській знатній родині в місті Хуст, Закарпаття, сьогодні Україна. Його батьком був окружний суддя Берталан Бенда, матір'ю — Іда Шутьо, а братом — Тібор Бенда. Його сім'я отримала його шляхетне ім'я (при збереженні старої знаті) в 1905 році. Він відвідував середню школу на Сігет Мармарціє, а потім здобув ступінь доктора права в Будапешті. З 1902 року він був співробітником Magyar Szó, з 1906 року в Egyetértés, а з 1911 року в Pesti Hírlap, пізніше був головним редактором до 19 березня 1944 року, тоді як з 1913 по 1918 рік був адвокатом у Будапешті. Він брав участь як журналіст і стенографія в угорській делегації на паризьких мирних переговорах.
Бенда брав участь у спротиві проти німецької окупації, в результаті чого у 1944 році він був доставлений як політв'язень до концтабору Дахау, де і помер 24 листопада 1944 року.
Його книга «За лаштунками Першої світової війни», опублікована в 1918 році, є сміливим і значним журналістським твором, який критикує імперіалізм за війну. У своїй роботі над Паризькою мирною конференцією «Голгофа», він висловив свою іредентистську концепцію. Він також писав романи та п'єси.

### Творчість
- A sátán tanitásaiból ; Schenk Ferenc bizom., Budapest, 191? (Mozgó könyvtár)
- Mikor a halottak visszatérnek (színmű, Budapest, 1916)
- Circe (regény, Budapest, 1917)
- Megcsal?; Légrády, Budapest, 1917
- Az uszítók. A világháború kulisszái mögül; szerzői, Budapest, 1918
- A béke kálváriaútján. Egy újságíró naplója a párizsi békekonferenciáról; előszó Gróf Apponyi Albert; Légrády Testvérek, Budapest, 1920
- Páristól Genováig. Egy újságíró naplójából; Légrády, Budapest, 1922
- A mosolygó álarc (regény, Budapest, 1923)
- Hajtóvadászat egy férfira. Regény; Légrády, Budapest, 1925 (Legjobb könyvek)
- A titokzatos másik; Franklin, Budapest, 1936
- Az ördög bibliája (regény, Budapest, 1940)
- Benda Jenő: A béke kálváriaútján. Egy újságíró naplója a párizsi békekonferenciáról; Méry Ratio–Kisebbségekért — Pro Minoritate Alapítvány, Samorín–Budapest, 2013 (Pro minoritate könyvek)